# Cody Franchetti
Cody Franchetti (* 1976) ist ein US-amerikanisches Model, italienischer Baron und Erbe von Milliken & Company.
Franchetti studierte Musik am Mannes College of Music in New York. Er wirkte in Jamie Johnsons Dokumentationen Born Rich und The One Percent mit, in denen er über das Leben als reicher Erbe erzählte. 2010 spielte er in dem Comedyfilm Night at the Opera.
Sein Ururgroßvater, Baron Raymondo Franchetti, heiratete Sarah Louise Rothschild, eine Erbin der Rothschild-Dynastie. Sein Großvater, Baron Mario Franchetti, ehelichte die Textilerbin Anne Milliken.
Sein Vater Giorgio Andrea, Winzer und Kunstmäzen, heiratete Fiora Pirri, eine sizilianische Prinzessin. Franchetti lebt in Manhattan.